# Пероза Арджентина
Перо̀за Арджентѝна (на италиански: Perosa Argentina; на пиемонтски: Perosa, Пероза, на окситански: Peirosa, Пейроза) е малък град и община в Метрополен град Торино, регион Пиемонт, Северна Италия. Разположено е на 608 m надморска височина. Към 1 януари 2020 г. населението на общината е 3169 души, от които 216 са чужди граждани.